# 元田中車站
35°2′5.84″N 135°46′53.01″E / 35.0349556°N 135.7813917°E
元田中車站（日语：／ Mototanaka eki */?）是日本京都市左京區叡山電鐵叡山本線的車站。

## 車站結構
側式月台2面2線的無人車站。僅在往出町柳方向的月台上設置售票機，可於08:00到18:30之間使用。兩個月台都設有約一節車箱長的遮棚。
兩座月台位於東大路通的兩側（南下為西側、北上為東側），留下了以前曾和京都市電平面交差的餘味。在1949年至1955年為止因為京都市電可直接乘至寶池車站，在此處設有道岔。詳細請參考歷史。
兩座月台皆沒有無帳礙設計。地面和月台之間沒有斜坡，使用輪椅的話必需要有人從中協助。
| 路線     | 方向 | 目的地                                              |
| -------- | ---- | --------------------------------------------------- |
| 叡山本線 | 上行 | 往出町柳 京阪線（三條、枚方、大阪方向；出町柳轉乘） |
| 叡山本線 | 下行 | 八瀨比叡山口、鞍馬方向                              |

## 車站周邊
和東大路通交叉。京都大學位於附近。東大路通成了以學生為對象的餐飲店和鄰近住民買東西的店並列的商店街。
- 田中神社
- 京都情报大学院大学
- 松本商店（回數券委託發售處）

### 公車站

#### 叡電元田中
京都市營巴士　
南下
- 31路:往祇園、四条烏丸
- 65路:往烏丸丸太町、四条烏丸
- 206路:往東山七条、京都車站

北上
- 3路:往京都外大、松尾橋
- 31路:往高野、岩倉
- 65路:往松崎、修學院、岩倉
- 206路:往高野、千本北大路（部份班次會在北大路BT折反）

## 歷史
- 1925年（大正14年）9月27日　開業。當時為京都電燈的車站。位置在現在的西方100m處。
- 1942年（昭和17年）3月2日　由於公司的讓渡，成了京福電氣鐵道的車站。
- 1943年（昭和18年）7月10日　京都市電東山線延長的線路開業、設製了叡電前站（另外，京都市營公車的叡電前站在出町柳車站前）。元田中車站隨著東大路通的開通轉移到了現在的地點。被特別認可而和東大路成了十字路口。
- 1949年（昭和24年）12月11日　京都市電東山線開始直接駛入和元田中車站同一路線的寶池車站。這是為了運送前往寶池車站附近的市營競輪場的觀眾，只有在舉辦競輪的日子才會直接駛入。
  - 直接駛入寶池車站時行駛的是京都市電的1000型電車，由於是低底盤電車，使用的是市電的車站（兩個方向都設置在十字路口的南側）。在廢止後，市電南下的車站轉移到十字路口的北側，於是路口的四個方向接點都開始有乘客在上下車。
- 1955年（昭和30年）9月1日　上述的直接駛入於這一天終止。在這之後連結兩條鐵路的道岔仍殘存了很長一段時間。
- 1978年（昭和53年）10月1日　京都市電廢止。東大路通的十字路口變成平交道。之後在市電軌道清除的作業中，殘存的道岔部份也被完全撤走（雙方接點的部份在比較早的時期先被撤除，中間的部份和被道路鋪面隱藏起來的部份則一直存留到這個時間點）。
- 1986年（昭和61年）4月1日　由於公司的讓渡，成了叡山電鐵的車站。

## 相鄰車站
叡山電鐵
 叡山本線
出町柳（E01）－元田中（E02）－茶山（E03）

## 外部連結
- 元田中車站（叡山電鐵）
  - 車站資訊、車站結構圖 （页面存档备份，存于）（日語）
  - 標準發車時刻表（往八瀨比叡山口、鞍馬）（日語）
  - 標準發車時刻表（往出町柳）（日語）
- 叡電元田中停留所（京都市營公車） （页面存档备份，存于）（日語）